# Serie A 2013–14
Serie A 2013–14 (được gọi là Serie A TIM vì lý do tài trợ) là mùa giải thứ 112 của giải bóng đá hàng đầu Ý, mùa giải thứ 82 trong một giải đấu vòng tròn tính điểm và là mùa giải thứ 4 kể từ khi được tổ chức theo một ủy ban giải đấu tách biệt với Serie B. Mùa giải bắt đầu vào ngày 24 tháng 8 năm 2013 và kết thúc vào ngày 18 tháng 5 năm 2014. Giống như những năm trước, Nike đã cung cấp quả bóng chính thức cho tất cả các trận đấu với mẫu Nike Incyte mới được sử dụng trong suốt mùa giải. Juventus là nhà vô địch bảo vệ danh hiệu và đã bảo vệ thành công danh hiệu của mình để giành chức vô địch Serie A thứ ba liên tiếp với kỷ lục 102 điểm.
Tổng cộng có 20 đội tham gia giải đấu: 17 đội từ mùa giải 2012–13 và ba đội thăng hạng từ Serie B 2012–13. Palermo, Pescara và Siena đều bị giáng hạng khỏi giải đấu cao nhất. Họ được thay thế bởi nhà vô địch Serie B Sassuolo, á quân Hellas Verona và đội chiến thắng play-off Livorno. Hellas Verona trở lại Serie A sau 11 năm vắng bóng, Livorno sau bốn mùa giải và mùa giải này đánh dấu lần đầu tiên Sassuolo lên Serie A.
Lần đầu tiên trong lịch sử giải đấu, có năm trận derby giữa các đội đến từ cùng một thành phố: Milan (Internazionale và AC Milan), Turin (Juventus và Torino), Roma (Lazio và AS Roma), Genoa (Genoa và Sampdoria) và Verona (Chievo và Hellas Verona).

## Các đội bóng

### Sân vận động
| Đội            | Thành phố                       | Sân vận động                | Sức chứa | Mùa 2012–13                   |
| -------------- | ------------------------------- | --------------------------- | -------- | ----------------------------- |
| Atalanta       | Bergamo                         | Atleti Azzurri d'Italia     | 26.542   | thứ 15                        |
| Bologna        | Bologna                         | Renato Dall'Ara             | 38.279   | thứ 13                        |
| Cagliari       | Cagliari                        | Sant'Elia1                  | 5.000    | thứ 11                        |
| Catania        | Catania                         | Angelo Massimino            | 23.420   | thứ 8                         |
| Chievo         | Verona                          | Marc'Antonio Bentegodi      | 38.402   | thứ 12                        |
| Fiorentina     | Florence                        | Artemio Franchi             | 47.282   | thứ 4                         |
| Genoa          | Genoa                           | Luigi Ferraris              | 36.685   | thứ 17                        |
| Internazionale | Milan                           | San Siro                    | 80.018   | thứ 9                         |
| Juventus       | Turin                           | Juventus                    | 41.254   | Vô địch                       |
| Lazio          | Roma                            | Olimpico                    | 72.698   | thứ 7                         |
| Livorno        | Livorno                         | Armando Picchi              | 19.238   | Serie B (thăng hạng play-off) |
| AC Milan       | Milan                           | San Siro                    | 80.018   | thứ 3                         |
| Napoli         | Napoli                          | San Paolo                   | 60.240   | Á quân                        |
| Parma          | Parma                           | Ennio Tardini               | 27.906   | thứ 10                        |
| AS Roma        | Roma                            | Olimpico                    | 72.698   | thứ 6                         |
| Sampdoria      | Genoa                           | Luigi Ferraris              | 36.685   | thứ 14                        |
| Sassuolo       | Sassuolo (chơi ở Reggio Emilia) | Mapei – Città del Tricolore | 20.084   | Vô địch Serie B               |
| Torino         | Turin                           | Olimpico di Torino          | 27.994   | thứ 16                        |
| Udinese        | Udine                           | Friuli2                     | 30.642   | thứ 5                         |
| Hellas Verona  | Verona                          | Marc'Antonio Bentegodi      | 38.402   | Á quân Serie B                |

1 Cagliari sẽ chơi tại Stadio Nereo Rocco ở Trieste trong khi Sân vận động Sant'Elia đang được cải tạo.

2 Một số trận đấu có thể được tổ chức tại sân vận động Nereo Rocco ở Trieste nếu việc cải tạo sân vận động Friuli chưa hoàn thành.

### Nhân sự và tài trợ
| Đội            | Huấn luyện viên trưởng | Đội trưởng           | Nhà sản xuất trang phục | Nhà tài trợ phía trước áo đấu                    | Nhà tài trợ phía trước áo đấu   |
| Đội            | Huấn luyện viên trưởng | Đội trưởng           | Nhà sản xuất trang phục | Chính                                            | Phụ                             |
| -------------- | ---------------------- | -------------------- | ----------------------- | ------------------------------------------------ | ------------------------------- |
| Atalanta       | Stefano Colantuono     | Gianpaolo Bellini    | Erreà                   | AXA                                              | Konica Minolta                  |
| Bologna        | Davide Ballardini      | Diego Pérez          | Macron                  | NGM Mobile                                       | không                           |
| Cagliari       | Ivo Pulga              | Daniele Conti        | Kappa                   | Sardegna                                         | Tirrenia                        |
| Catania        | Maurizio Pellegrino    | Mariano Izco         | Givova                  | Fiorucci Salumi                                  | TTT Lines                       |
| Chievo         | Eugenio Corini         | Sergio Pellissier    | Givova                  | Paluani/Midac Batteries/Banca Popolare di Verona | Midac Batteries/Magneti Marelli |
| Fiorentina     | Vincenzo Montella      | Manuel Pasqual       | Joma                    | Mazda                                            | không                           |
| Genoa          | Gian Piero Gasperini   | Daniele Portanova    | Lotto                   | iZiPlay                                          | không                           |
| Internazionale | Walter Mazzarri        | Javier Zanetti       | Nike                    | Pirelli                                          | không                           |
| Juventus       | Antonio Conte          | Gianluigi Buffon     | Nike                    | Jeep                                             | không                           |
| Lazio          | Edoardo Reja           | Stefano Mauri        | Macron                  | Lazio Style Channel/Clinica Paideia              | không                           |
| Livorno        | Davide Nicola          | Andrea Luci          | Legea                   | Banca Carige                                     | không                           |
| AC Milan       | Clarence Seedorf       | Riccardo Montolivo   | Adidas                  | Fly Emirates                                     | không                           |
| Napoli         | Rafael Benítez         | Marek Hamšík         | Macron                  | Lete                                             | MSC Cruises                     |
| Parma          | Roberto Donadoni       | Alessandro Lucarelli | Erreà                   | Folletto                                         | Navigare                        |
| AS Roma        | Rudi Garcia            | Francesco Totti      | In-house                | Roma Cares/Sky Sport HD/Telethon                 | không                           |
| Sampdoria      | Siniša Mihajlović      | Daniele Gastaldello  | Kappa                   | Gamenet                                          | không                           |
| Sassuolo       | Eusebio Di Francesco   | Francesco Magnanelli | Sportika                | Mapei                                            | không                           |
| Torino         | Giampiero Ventura      | Kamil Glik           | Kappa                   | Fratelli Beretta                                 | Suzuki/Suzuki S-Cross           |
| Udinese        | Francesco Guidolin     | Antonio Di Natale    | HS Football             | Dacia                                            | UPIM                            |
| Hellas Verona  | Andrea Mandorlini      | Domenico Maietta     | Nike                    | Manila Grace/Franklin & Marshall                 | Leaderform/agsm                 |

### Thay đổi huấn luyện viên
| Đội            | HLV ra đi            | Lý do                        | Ngày ra đi | Vị trí trên BXH | HLV đến              | Ngày ký    |
| -------------- | -------------------- | ---------------------------- | ---------- | --------------- | -------------------- | ---------- |
| Napoli         | Walter Mazzarri      | Từ chức                      | 19/5/2013  | Trước mùa giải  | Rafael Benítez       | 27/5/2013  |
| Internazionale | Andrea Stramaccioni  | Sa thải                      | 24/5/2013  | Trước mùa giải  | Walter Mazzarri      | 24/5/2013  |
| Chievo         | Eugenio Corini       | Thỏa thuận                   |            | Trước mùa giải  | Giuseppe Sannino     | 1/7/2013   |
| Genoa          | Davide Ballardini    | Thỏa thuận                   |            | Trước mùa giải  | Fabio Liverani       | 7/6/2013   |
| Cagliari       | Ivo Pulga            | Bị giáng chức làm trợ lý HLV |            | Trước mùa giải  | Diego López          | 16/7/2013  |
| AS Roma        | Aurelio Andreazzoli  | Hết quản lý tạm thời         | 12/6/2013  | Trước mùa giải  | Rudi Garcia          | 12/6/2013  |
| Genoa          | Fabio Liverani       | Sa thải                      | 29/9/2013  | thứ 15          | Gian Piero Gasperini | 29/9/2013  |
| Catania        | Rolando Maran        | Sa thải                      | 20/10/2013 | thứ 17          | Luigi De Canio       | 20/10/2013 |
| Sampdoria      | Delio Rossi          | Sa thải                      | 11/11/2013 | thứ 18          | Siniša Mihajlović    | 20/11/2013 |
| Chievo         | Giuseppe Sannino     | Sa thải                      | 11/11/2013 | thứ 20          | Eugenio Corini       | 11/11/2013 |
| Lazio          | Vladimir Petković    | Sa thải                      | 4/1/2014   | thứ 10          | Edoardo Reja         | 4/1/2014   |
| Bologna        | Stefano Pioli        | Sa thải                      | 7/1/2014   | thứ 17          | Davide Ballardini    | 8/1/2014   |
| AC Milan       | Massimiliano Allegri | Sa thải                      | 13/1/2014  | thứ 11          | Clarence Seedorf     | 16/1/2014  |
| Livorno        | Davide Nicola        | Sa thải                      | 13/1/2014  | thứ 19          | Attilio Perotti      | 13/1/2014  |
| Catania        | Luigi De Canio       | Sa thải                      | 16/1/2014  | thứ 20          | Rolando Maran        | 16/1/2014  |
| Livorno        | Attilio Perotti      | Hết quản lý tạm thời         | 21/1/2014  | thứ 19          | Domenico Di Carlo    | 21/1/2014  |
| Sassuolo       | Eusebio Di Francesco | Sa thải                      | 28/1/2014  | thứ 18          | Alberto Malesani     | 29/1/2014  |
| Sassuolo       | Alberto Malesani     | Sa thải                      | 3/3/2014   | thứ 20          | Eusebio Di Francesco | 3/3/2014   |
| Cagliari       | Diego López          | Sa thải                      | 7/4/2014   | thứ 15          | Ivo Pulga            | 7/4/2014   |
| Catania        | Rolando Maran        | Sa thải                      | 7/4/2014   | thứ 20          | Maurizio Pellegrino  | 7/4/2014   |
| Livorno        | Domenico Di Carlo    | Sa thải                      | 21/4/2014  | thứ 19          | Davide Nicola        | 21/4/2014  |

- ^1  Trợ lý huấn luyện viên Diego López được thăng chức lên vai trò huấn luyện viên trưởng sau khi anh được nhận vào khóa học UEFA Pro Licence hàng năm vào ngày 16 tháng 7 năm 2013,[15][16][17] với việc cựu huấn luyện viên trưởng Ivo Pulga được chuyển sang vai trò trợ lý, do đó hoán đổi vai trò so với mùa giải trước.

## Bảng xếp hạng
| VT | Đội            | ST | T  | H  | B  | BT | BB | HS  | Đ   | Giành quyền tham dự hoặc xuống hạng    |
| -- | -------------- | -- | -- | -- | -- | -- | -- | --- | --- | -------------------------------------- |
| 1  | Juventus (C)   | 38 | 33 | 3  | 2  | 80 | 23 | +57 | 102 | Tham dự vòng bảng Champions League     |
| 2  | AS Roma        | 38 | 26 | 7  | 5  | 72 | 25 | +47 | 85  | Tham dự vòng bảng Champions League     |
| 3  | Napoli         | 38 | 23 | 9  | 6  | 77 | 39 | +38 | 78  | Tham dự vòng play-off Champions League |
| 4  | Fiorentina     | 38 | 19 | 8  | 11 | 65 | 44 | +21 | 65  | Tham dự vòng bảng Europa League        |
| 5  | Internazionale | 38 | 15 | 15 | 8  | 62 | 39 | +23 | 60  | Tham dự vòng play-off Europa League    |
| 6  | Parma          | 38 | 15 | 13 | 10 | 58 | 46 | +12 | 58  |                                        |
| 7  | Torino         | 38 | 15 | 12 | 11 | 58 | 48 | +10 | 57  | Tham dự vòng loại thứ ba Europa League |
| 8  | AC Milan       | 38 | 16 | 9  | 13 | 57 | 49 | +8  | 57  |                                        |
| 9  | Lazio          | 38 | 15 | 11 | 12 | 54 | 54 | 0   | 56  |                                        |
| 10 | Hellas Verona  | 38 | 16 | 6  | 16 | 62 | 68 | −6  | 54  |                                        |
| 11 | Atalanta       | 38 | 15 | 5  | 18 | 43 | 51 | −8  | 50  |                                        |
| 12 | Sampdoria      | 38 | 12 | 9  | 17 | 48 | 62 | −14 | 45  |                                        |
| 13 | Udinese        | 38 | 12 | 8  | 18 | 46 | 57 | −11 | 44  |                                        |
| 14 | Genoa          | 38 | 11 | 11 | 16 | 41 | 50 | −9  | 44  |                                        |
| 15 | Cagliari       | 38 | 9  | 12 | 17 | 34 | 53 | −19 | 39  |                                        |
| 16 | Chievo         | 38 | 10 | 6  | 22 | 34 | 54 | −20 | 36  |                                        |
| 17 | Sassuolo       | 38 | 9  | 7  | 22 | 43 | 72 | −29 | 34  |                                        |
| 18 | Catania (R)    | 38 | 8  | 8  | 22 | 34 | 66 | −32 | 32  | Xuống hạng Serie B                     |
| 19 | Bologna (R)    | 38 | 5  | 14 | 19 | 28 | 58 | −30 | 29  | Xuống hạng Serie B                     |
| 20 | Livorno (R)    | 38 | 6  | 7  | 25 | 39 | 77 | −38 | 25  | Xuống hạng Serie B                     |

1. 1 2  Vì đội vô địch Coppa Italia 2013–14 Napoli và đội á quân Fiorentina đủ điều kiện tham dự mùa giải bóng đá châu Âu 2014–15 nên đội đứng thứ 4, 5 và 6 tại Serie A (trừ khi không nhận được "giấy phép UEFA" từ FIGC hoặc bị cấm tham gia các giải đấu châu Âu) sẽ đủ điều kiện tham dự vòng bảng, vòng play-off và vòng loại thứ ba UEFA Europa League 2014–15.
2. 1 2  Torino xếp trên Milan về hiệu số bàn thắng bại: Torino 2-2 Milan, Milan 1-1 Torino; Torino = +10, Milan = +8.
3. ↑  FIGC đã từ chối đơn xin cấp giấy phép UEFA của Parma vì Parma có khoản nợ thuế quá hạn; vị trí của họ được trao cho Torino, đội đứng thứ bảy, có giấy phép UEFA.
4. 1 2  Udinese xếp trên Genoa về thành tích đối đầu: Udinese 1-0 Genoa, Genoa 3-3 Udinese.

## Kết quả
| Nhà \ Khách    | ATA | BOL | CAG | CTN | CHV | FIO | GEN | HEL | INT | JUV | LAZ | LIV | MIL | NAP | PAR | ROM | SAM | SAS | TOR | UDI |
| -------------- | --- | --- | --- | --- | --- | --- | --- | --- | --- | --- | --- | --- | --- | --- | --- | --- | --- | --- | --- | --- |
| Atalanta       |     | 2–1 | 1–0 | 2–1 | 2–1 | 0–2 | 1–1 | 1–2 | 1–1 | 1–4 | 2–1 | 2–0 | 2–1 | 3–0 | 0–4 | 1–1 | 3–0 | 0–2 | 2–0 | 2–0 |
| Bologna        | 0–2 |     | 1–0 | 1–2 | 0–0 | 0–3 | 1–0 | 1–4 | 1–1 | 0–2 | 0–0 | 1–0 | 3–3 | 2–2 | 1–1 | 0–1 | 2–2 | 0–0 | 1–2 | 0–2 |
| Cagliari       | 2–1 | 0–3 |     | 2–1 | 0–1 | 1–0 | 2–1 | 1–0 | 1–1 | 1–4 | 0–2 | 1–2 | 1–2 | 1–1 | 1–0 | 1–3 | 2–2 | 2–2 | 2–1 | 3–0 |
| Catania        | 2–1 | 2–0 | 1–1 |     | 2–0 | 0–3 | 1–1 | 0–0 | 0–3 | 0–1 | 3–1 | 3–3 | 1–3 | 2–4 | 0–0 | 4–1 | 2–1 | 0–0 | 1–2 | 1–0 |
| Chievo         | 0–1 | 3–0 | 0–0 | 2–0 |     | 1–2 | 2–1 | 0–1 | 2–1 | 1–2 | 0–2 | 3–0 | 0–0 | 2–4 | 1–2 | 0–2 | 0–1 | 0–1 | 0–1 | 2–1 |
| Fiorentina     | 2–0 | 3–0 | 1–1 | 2–1 | 3–1 |     | 3–3 | 4–3 | 1–2 | 4–2 | 0–1 | 1–0 | 0–2 | 1–2 | 2–2 | 0–1 | 2–1 | 3–4 | 2–2 | 2–1 |
| Genoa          | 1–1 | 0–0 | 1–2 | 2–0 | 2–1 | 2–5 |     | 2–0 | 1–0 | 0–1 | 2–0 | 0–0 | 1–2 | 0–2 | 1–0 | 1–0 | 0–1 | 2–0 | 1–1 | 3–3 |
| Hellas Verona  | 2–1 | 0–0 | 2–1 | 4–0 | 0–1 | 3–5 | 3–0 |     | 0–2 | 2–2 | 4–1 | 2–1 | 2–1 | 0–3 | 3–2 | 1–3 | 2–0 | 2–0 | 1–3 | 2–2 |
| Internazionale | 1–2 | 2–2 | 1–1 | 0–0 | 1–1 | 2–1 | 2–0 | 4–2 |     | 1–1 | 4–1 | 2–0 | 1–0 | 0–0 | 3–3 | 0–3 | 1–1 | 1–0 | 1–0 | 0–0 |
| Juventus       | 1–0 | 1–0 | 3–0 | 4–0 | 3–1 | 1–0 | 2–0 | 2–1 | 3–1 |     | 4–1 | 2–0 | 3–2 | 3–0 | 2–1 | 3–0 | 4–2 | 4–0 | 1–0 | 1–0 |
| Lazio          | 0–1 | 1–0 | 2–0 | 3–1 | 3–0 | 0–0 | 0–2 | 3–3 | 1–0 | 1–1 |     | 2–0 | 1–1 | 2–4 | 3–2 | 0–0 | 2–0 | 3–2 | 3–3 | 2–1 |
| Livorno        | 1–0 | 2–1 | 1–1 | 2–0 | 2–4 | 0–1 | 0–1 | 2–3 | 2–2 | 0–2 | 0–2 |     | 2–2 | 1–1 | 0–3 | 0–2 | 1–2 | 3–1 | 3–3 | 1–2 |
| AC Milan       | 3–0 | 1–0 | 3–1 | 1–0 | 3–0 | 0–2 | 1–1 | 1–0 | 1–0 | 0–2 | 1–1 | 3–0 |     | 1–2 | 2–4 | 2–2 | 1–0 | 2–1 | 1–1 | 1–0 |
| Napoli         | 2–0 | 3–0 | 3–0 | 2–1 | 1–1 | 0–1 | 1–1 | 5–1 | 4–2 | 2–0 | 4–2 | 4–0 | 3–1 |     | 0–1 | 1–0 | 2–0 | 1–1 | 2–0 | 3–3 |
| Parma          | 4–3 | 1–1 | 0–0 | 0–0 | 0–0 | 2–2 | 1–1 | 2–0 | 0–2 | 0–1 | 1–1 | 2–0 | 3–2 | 1–0 |     | 1–3 | 2–0 | 3–1 | 3–1 | 1–0 |
| AS Roma        | 3–1 | 5–0 | 0–0 | 4–0 | 1–0 | 2–1 | 4–0 | 3–0 | 0–0 | 0–1 | 2–0 | 3–0 | 2–0 | 2–0 | 4–2 |     | 3–0 | 1–1 | 2–1 | 3–2 |
| Sampdoria      | 1–0 | 1–1 | 1–0 | 2–0 | 2–1 | 0–0 | 0–3 | 5–0 | 0–4 | 0–1 | 1–1 | 4–2 | 0–2 | 2–5 | 1–1 | 0–2 |     | 3–4 | 2–2 | 3–0 |
| Sassuolo       | 2–0 | 2–1 | 1–1 | 3–1 | 0–1 | 0–1 | 4–2 | 1–2 | 0–7 | 1–3 | 2–2 | 1–4 | 4–3 | 0–2 | 0–1 | 0–2 | 1–2 |     | 0–2 | 1–2 |
| Torino         | 1–0 | 1–2 | 2–1 | 4–1 | 4–1 | 0–0 | 2–1 | 2–2 | 3–3 | 0–1 | 1–0 | 3–1 | 2–2 | 0–1 | 1–1 | 1–1 | 0–2 | 2–0 |     | 2–0 |
| Udinese        | 1–1 | 1–1 | 2–0 | 1–0 | 3–0 | 1–0 | 1–0 | 1–3 | 0–3 | 0–2 | 2–3 | 5–3 | 1–0 | 1–1 | 3–1 | 0–1 | 3–3 | 1–0 | 0–2 |     |

## Thống kê

### Ghi bàn hàng đầu
| Hạng | Cầu thủ           | Đội            | Số bàn thắng |
| ---- | ----------------- | -------------- | ------------ |
| 1    | Ciro Immobile     | Torino         | 22           |
| 2    | Luca Toni         | Hellas Verona  | 20           |
| 3    | Carlos Tevez      | Juventus       | 19           |
| 4    | Antonio Di Natale | Udinese        | 17           |
| 4    | Gonzalo Higuaín   | Napoli         | 17           |
| 4    | Rodrigo Palacio   | Internazionale | 17           |
| 7    | Domenico Berardi  | Sassuolo       | 16           |
| 7    | Fernando Llorente | Juventus       | 16           |
| 7    | Giuseppe Rossi    | Fiorentina     | 16           |
| 10   | José Callejón     | Napoli         | 15           |
| 10   | Alberto Gilardino | Genoa          | 15           |
| 10   | Paulinho          | Livorno        | 15           |

Source:

### Hat-trick
| Stt | Cầu thủ           | Đội        | Thi đấu với | Tỷ số | Ngày       |
| --- | ----------------- | ---------- | ----------- | ----- | ---------- |
| 1   | Giuseppe Rossi    | Fiorentina | Juventus    | 4–2   | 20/10/2013 |
| 2   | Domenico Berardi  | Sassuolo   | Sampdoria   | 4–3   | 3/11/2013  |
| 3   | Carlos Tevez      | Juventus   | Sassuolo    | 4–0   | 15/12/2013 |
| 4   | Domenico Berardi4 | Sassuolo   | Milan       | 4–3   | 12/1/2014  |
| 5   | Alberto Aquilani  | Fiorentina | Genoa       | 3–3   | 26/1/2014  |
| 6   | Ciro Immobile     | Torino     | Livorno     | 3–1   | 22/3/2014  |
| 7   | Mattia Destro     | Roma       | Cagliari    | 3–1   | 6/4/2014   |
| 8   | Alberto Paloschi  | Chievo     | Livorno     | 4–2   | 13/4/2014  |
| 9   | Gonzalo Higuaín   | Napoli     | Lazio       | 4–2   | 13/4/2014  |
| 10  | Domenico Berardi  | Sassuolo   | Fiorentina  | 4–3   | 6/5/2014   |
| 11  | Antonio Di Natale | Udinese    | Sampdoria   | 3–3   | 17/5/2014  |

### Bàn thắng
- Bàn thắng đầu tiên của mùa giải: Andrea Poli (AC Milan) trong trận Hellas Verona–AC Milan 2–1, phút thứ 15 (24/8/2013)
- Bàn thắng nhanh nhất của mùa giải: Gianluca Sansone (Sampdoria) trong trận Sassuolo–Sampdoria 1–2, giây thứ 18 (26/3/2014)

### Kỷ luật
- Thẻ vàng đầu tiên của mùa giải: Jorginho (Hellas Verona) trong trận Hellas Verona–AC Milan 2–1, phút thứ 20 (24/8/2013)
- Thẻ đỏ đầu tiên của mùa giải: Paolo Castellini (Sampdoria) trong trận Sampdoria–Juventus 0–1, phút thứ 90 (24/8/2013)

## Số khán giả
| Câu lạc bộ     | Số khán giả trung bình | Cao nhất | Thấp thấp |
| -------------- | ---------------------- | -------- | --------- |
| Internazionale | 46.246                 | 79.343   | 32.765    |
| Napoli         | 40.632                 | 56.225   | 10.000    |
| AS Roma        | 40.436                 | 54.097   | 28.000    |
| AC Milan       | 39.874                 | 75.589   | 29.631    |
| Juventus       | 38.328                 | 39.334   | 32.279    |
| Fiorentina     | 32.057                 | 40.912   | 27.767    |
| Lazio          | 31.905                 | 49.236   | 24.858    |
| Sampdoria      | 22.158                 | 34.292   | 20.076    |
| Hellas Verona  | 21.172                 | 25.164   | 17.729    |
| Bologna        | 21.145                 | 30.929   | 15.227    |
| Genoa          | 20.055                 | 29.878   | 17.875    |
| Torino         | 17.024                 | 25.559   | 12.572    |
| Catania        | 15.197                 | 19.945   | 12.172    |
| Udinese        | 14.252                 | 22.262   | 9.750     |
| Atalanta       | 14.194                 | 20.140   | 10.543    |
| Sassuolo       | 13.753                 | 22.001   | 9.315     |
| Parma          | 13.451                 | 17.740   | 10.409    |
| Livorno        | 10.982                 | 18.735   | 8.608     |
| Chievo         | 9.149                  | 20.000   | 5.000     |
| Cagliari       | 4.636                  | 4.798    | 4.000     |

Nguồn: European football